# 社会を明るくする運動
社会を明るくする運動（しゃかいをあかるくするうんどう）とは、法務省が主唱する、犯罪をなくして社会を明るくするために、すべての日本国民が犯罪の防止と犯罪者の矯正および更生保護についての正しい理解を深め、すすんでこれらの活動に協力するように全国民によびかける啓発活動。矯正保護キャンペーンを前身とする。
社明運動とも。

## 歴史
民間の有志が1949年7月13日から7月19日に東京の銀座で実施した「犯罪者予防更生法実施記念フェアー（銀座フェアー）」が前身である。翌1950年7月1日から7月10日にかけてはBBS会主導により全国的な「矯正保護キャンペーン」が展開され、さらに拡大するため法務府（現・法務省）が各地の実施委員会設置などの体制整備を行い、1951年から本運動として実施された。2000年の第50回に当たっては郵政省が記念切手を発行している。
法務省では犯罪者予防更生法 （現・更生保護法 ）の施行日（1949年7月1日）に因み、 毎年7月を強化月間として啓発・周知を図っている。期間中は講演会・ コンサート ・作文コンテスト・映画会・ 弁論大会 ・スポーツ大会・街頭パレードなどのイベントをおこなっている。